# Ernst Schröder (aktor)
Ernst Schröder (ur. 27 stycznia 1915 w Herne-Eickel lub Herne-Wanne, zm. 26 lipca 1994 w Berlinie) – niemiecki aktor i reżyser.

## Filmografia
- 1940 – Friedrich Schiller – Triumph eines Genies – reżyseria: Herbert Maisch
- 1941 – Ohm Krüger – reżyseria: Hans Steinhoff
- 1942 – Der große Schatten – reżyseria: Paul Verhoeven
- 1953 – The Man Between – reżyseria: Carol Reed
- 1955 – Liebe ohne Illusion – reżyseria: Erich Engel
- 1955 – Der 20. Juli – reżyseria: Falk Harnack (Schröder gra SS-Obergruppenführera)
- 1956 – Anastasia, die letzte Zarentochter – reżyseria: Anatole Litvak
- 1957 – Stresemann – reżyseria: Alfred Braun (Schröder gra Gustava Stresemana)
- 1958 – Der Eiserne Gustav – reżyseria: Georg Hurdalek
- 1960 – Mein Schulfreund – reżyseria: Robert Siodmak
- 1960 – Verrat auf Befehl (The Counterfeit Traitor) – reżyseria: George Seaton
- 1962 – Der längste Tag (The Longest Day) – reżyseria: Ken Annakin, Andrew Marton, Bernhard Wicki i Darryl F. Zanuck
- 1964 – Der Besuch – reżyseria: Bernhard Wicki
- 1964 – Die Todesstrahlen des Dr. Mabuse
- 1965 – Heidi – reżyseria: Werner Jacobs (Schröder gra pana Sesemana)
- 1965 – Angélique, Część 2. (Merveilleuse Angélique) – reżyseria: Bernard Borderie
- 1974 – Die Akte Odessa – reżyseria: Ronald Neame

## Produkcje telewizyjne
- 1960 – Abendstunde im Spätherbst (Wieczór w późnej jesieni) – reżyseria: Rudolf Noelte
- 1962 – Leben des Galilei (Życie Galileusza) Bertolda Brechta – reżyseria: Egon Monk (Schröder jako Galileusz)
- 1962 – Der Biberpelz (Bobrowe futro) Gerharta Hauptmanna – reżyseria: John Olden
- 1978 – Die Eingeschlossenen (Za zamkniętymi drzwiami) Jean-Paul Sartre’a – reżyseria: Pinkas Braun
- 1984 – Mrs. Harris – Freund mit Rolls Royce (Mrs. Harris – przyjaciel z Rolls Roycem) – reżyseria: Georg Tressler
- 1988 – Lorentz und Söhne (Lorenz i synowie) – reżyseria: Claus Peter Witt
- 1991 – Rochade (Roszada) – reżyseria: Peter Patzak